# Игуман Вартоломеј (Дебељачки)
Вартоломеј (световно Живко Дебељачки; Србобран, 1. септембар 1892 — Манастир Прохор Пчињски, 10. август 1935) био је православни игуман и старешина Манастира Прохор Пчињски.

## Биографија
Игуман Вартоломеј (Дебељачки) рођен је у Србобрану, 1. септембра 1892 године. Основну школу учио је у родном месту, гимназију и учитељску школу у Сомбору, а завршио је у Скопљу 1913/1914. године са врло добрим успехом.
Монашки чин примио је у Манастиру Трескавцу кол Прилепа, 19. септембра 1915. године добивши монашко име Вартоломеј. Рукоположен је у чин јерођакона 11. октобра и у чин јеромонаха истог месеца 1915. године од Велешко-дебарског епископа Варнаве Росића. Као монах, јерођакон и јермонах службовао је у епархијском Духовном суду, као писар, а 1919. године вршио је дужност секретара Духовног суда.
У Манастиру Зрзе био је старешина 1921. године. Исту дужност вршио је 1922. године у Манастиру Слепче, 1923. године у Манастиру Буково код Битоља. Одликован је црвеним појасом. Од 1925. до 1932. године 15. јуна био је старешина Манастиру Трескавац код Прилепа. У манастиру Тресковцу произведен је 20. јануара 1928. године у чин синђела, а 26. октобра 1928. године у чин игумана. Као јерођакон био је учитељ у околини Прилепа, вршећи дужности старешине манастира.
Постављен је за игумана Манастира Прохор Пчињски код Бујановца, 5. јуна 1932. године. Његовом заслугом заменит је стари и постављен нови иконостас у манастиру такође и живописање манастира које је завршено 1933. године. Упокојио се у Господу 10. августа 1935. године у Манастиру Прохор Пчињски, сахрањен је у порти манастира.